# Spathipora ditrupae
Spathipora ditrupae är en mossdjursart som först beskrevs av Norman 1907.  Spathipora ditrupae ingår i släktet Spathipora och familjen Spathiporidae. Inga underarter finns listade i Catalogue of Life.